# Kouklia (Famagosta)
Kouklia (in greco Κούκλια?; in turco Köprülü) è un villaggio di Cipro. Esso è situato de iure nel distretto di Famagosta e de facto nel distretto di Gazimağusa. È de facto sotto il controllo di Cipro del Nord. Il villaggio, storicamente misto, era abitato da turco-ciprioti già prima del 1974.
Nel 2011 Kouklia aveva 192 abitanti.

## Geografia fisica
Esso è situato a 5 km a est di Lysi e a 18 km a ovest della città di Famagosta.

## Origini del nome
Goodwin suggerisce che, sebbene l'origine del nome sia incerta, può significare "sepolcro" e anche "casa di campagna" in greco. Nel 1958 i turco-ciprioti adottarono un nome turco alternativo, Köprülü, che significa "con un ponte".

## Società

### Evoluzione demografica
Fino al 1946 Kouklia era un villaggio misto. I musulmani hanno sempre costituito la maggioranza. Dall'ultimo decennio del XIX secolo, la popolazione del villaggio ha oscillato costantemente tra i 150 e i 210 abitanti.
Sebbene il villaggio fosse storicamente un villaggio misto, a causa della crescente tensione nelle relazioni intercomunitarie, i greco-ciprioti lasciarono il villaggio alla fine degli anni Cinquanta. Non ci fu alcuno sfollamento nel 1963-4. Tra il 1964 e il 1974, a differenza di molti altri villaggi turco-ciprioti, Kouklia continuò a rimanere sotto il controllo del governo della Repubblica di Cipro.
Attualmente il villaggio è abitato dagli abitanti originari turco-ciprioti. Secondo il censimento turco-cipriota del 2006, la popolazione totale del villaggio era di 215 abitanti.